# Кривое Озеро Второе
Кривое Озеро Второе (укр. Криве Озеро Друге) — село в Кривоозерском районе Николаевской области Украины.
Население по переписи 2001 года составляло 2766 человек. Телефонный код — 5133. Занимает площадь 8,478 км².

## Местный совет
55101, Николаевская обл., Кривоозерский р-н, с. Кривое Озеро Второе, ул. Горького, 249